# Seznam prvočísel
Následující seznam obsahuje všechna prvočísla menší než 10000:
- 2
- 3
- 5
- 7
- 11
- 13
- 17
- 19
- 23
- 29
- 31
- 37
- 41
- 43
- 47
- 53
- 59
- 61
- 67
- 71
- 73
- 79
- 83
- 89
- 97
- 101
- 103
- 107
- 109
- 113
- 127
- 131
- 137
- 139
- 149
- 151
- 157
- 163
- 167
- 173
- 179
- 181
- 191
- 193
- 197
- 199
- 211
- 223
- 227
- 229
- 233
- 239
- 241
- 251
- 257
- 263
- 269
- 271
- 277
- 281
- 283
- 293
- 307
- 311
- 313
- 317
- 331
- 337
- 347
- 349
- 353
- 359
- 367
- 373
- 379
- 383
- 389
- 397
- 401
- 409
- 419
- 421
- 431
- 433
- 439
- 443
- 449
- 457
- 461
- 463
- 467
- 479
- 487
- 491
- 499
- 503
- 509
- 521
- 523
- 541
- 547
- 557
- 563
- 569
- 571
- 577
- 587
- 593
- 599
- 601
- 607
- 613
- 617
- 619
- 631
- 641
- 643
- 647
- 653
- 659
- 661
- 673
- 677
- 683
- 691
- 701
- 709
- 719
- 727
- 733
- 739
- 743
- 751
- 757
- 761
- 769
- 773
- 787
- 797
- 809
- 811
- 821
- 823
- 827
- 829
- 839
- 853
- 857
- 859
- 863
- 877
- 881
- 883
- 887
- 907
- 911
- 919
- 929
- 937
- 941
- 947
- 953
- 967
- 971
- 977
- 983
- 991
- 997
- 1009
- 1013
- 1019
- 1021
- 1031
- 1033
- 1039
- 1049
- 1051
- 1061
- 1063
- 1069
- 1087
- 1091
- 1093
- 1097
- 1103
- 1109
- 1117
- 1123
- 1129
- 1151
- 1153
- 1163
- 1171
- 1181
- 1187
- 1193
- 1201
- 1213
- 1217
- 1223
- 1229
- 1231
- 1237
- 1249
- 1259
- 1277
- 1279
- 1283
- 1289
- 1291
- 1297
- 1301
- 1303
- 1307
- 1319
- 1321
- 1327
- 1361
- 1367
- 1373
- 1381
- 1399
- 1409
- 1423
- 1427
- 1429
- 1433
- 1439
- 1447
- 1451
- 1453
- 1459
- 1471
- 1481
- 1483
- 1487
- 1489
- 1493
- 1499
- 1511
- 1523
- 1531
- 1543
- 1549
- 1553
- 1559
- 1567
- 1571
- 1579
- 1583
- 1597
- 1601
- 1607
- 1609
- 1613
- 1619
- 1621
- 1627
- 1637
- 1657
- 1663
- 1667
- 1669
- 1693
- 1697
- 1699
- 1709
- 1721
- 1723
- 1733
- 1741
- 1747
- 1753
- 1759
- 1777
- 1783
- 1787
- 1789
- 1801
- 1811
- 1823
- 1831
- 1847
- 1861
- 1867
- 1871
- 1873
- 1877
- 1879
- 1889
- 1901
- 1907
- 1913
- 1931
- 1933
- 1949
- 1951
- 1973
- 1979
- 1987
- 1993
- 1997
- 1999
- 2003
- 2011
- 2017
- 2027
- 2029
- 2039
- 2053
- 2063
- 2069
- 2081
- 2083
- 2087
- 2089
- 2099
- 2111
- 2113
- 2129
- 2131
- 2137
- 2141
- 2143
- 2153
- 2161
- 2179
- 2203
- 2207
- 2213
- 2221
- 2237
- 2239
- 2243
- 2251
- 2267
- 2269
- 2273
- 2281
- 2287
- 2293
- 2297
- 2309
- 2311
- 2333
- 2339
- 2341
- 2347
- 2351
- 2357
- 2371
- 2377
- 2381
- 2383
- 2389
- 2393
- 2399
- 2411
- 2417
- 2423
- 2437
- 2441
- 2447
- 2459
- 2467
- 2473
- 2477
- 2503
- 2521
- 2531
- 2539
- 2543
- 2549
- 2551
- 2557
- 2579
- 2591
- 2593
- 2609
- 2617
- 2621
- 2633
- 2647
- 2657
- 2659
- 2663
- 2671
- 2677
- 2683
- 2687
- 2689
- 2693
- 2699
- 2707
- 2711
- 2713
- 2719
- 2729
- 2731
- 2741
- 2749
- 2753
- 2767
- 2777
- 2789
- 2791
- 2797
- 2801
- 2803
- 2819
- 2833
- 2837
- 2843
- 2851
- 2857
- 2861
- 2879
- 2887
- 2897
- 2903
- 2909
- 2917
- 2927
- 2939
- 2953
- 2957
- 2963
- 2969
- 2971
- 2999
- 3001
- 3011
- 3019
- 3023
- 3037
- 3041
- 3049
- 3061
- 3067
- 3079
- 3083
- 3089
- 3109
- 3119
- 3121
- 3137
- 3163
- 3167
- 3169
- 3181
- 3187
- 3191
- 3203
- 3209
- 3217
- 3221
- 3229
- 3251
- 3253
- 3257
- 3259
- 3271
- 3299
- 3301
- 3307
- 3313
- 3319
- 3323
- 3329
- 3331
- 3343
- 3347
- 3359
- 3361
- 3371
- 3373
- 3389
- 3391
- 3407
- 3413
- 3433
- 3449
- 3457
- 3461
- 3463
- 3467
- 3469
- 3491
- 3499
- 3511
- 3517
- 3527
- 3529
- 3533
- 3539
- 3541
- 3547
- 3557
- 3559
- 3571
- 3581
- 3583
- 3593
- 3607
- 3613
- 3617
- 3623
- 3631
- 3637
- 3643
- 3659
- 3671
- 3673
- 3677
- 3691
- 3697
- 3701
- 3709
- 3719
- 3727
- 3733
- 3739
- 3761
- 3767
- 3769
- 3779
- 3793
- 3797
- 3803
- 3821
- 3823
- 3833
- 3847
- 3851
- 3853
- 3863
- 3877
- 3881
- 3889
- 3907
- 3911
- 3917
- 3919
- 3923
- 3929
- 3931
- 3943
- 3947
- 3967
- 3989
- 4001
- 4003
- 4007
- 4013
- 4019
- 4021
- 4027
- 4049
- 4051
- 4057
- 4073
- 4079
- 4091
- 4093
- 4099
- 4111
- 4127
- 4129
- 4133
- 4139
- 4153
- 4157
- 4159
- 4177
- 4201
- 4211
- 4217
- 4219
- 4229
- 4231
- 4241
- 4243
- 4253
- 4259
- 4261
- 4271
- 4273
- 4283
- 4289
- 4297
- 4327
- 4337
- 4339
- 4349
- 4357
- 4363
- 4373
- 4391
- 4397
- 4409
- 4421
- 4423
- 4441
- 4447
- 4451
- 4457
- 4463
- 4481
- 4483
- 4493
- 4507
- 4513
- 4517
- 4519
- 4523
- 4547
- 4549
- 4561
- 4567
- 4583
- 4591
- 4597
- 4603
- 4621
- 4637
- 4639
- 4643
- 4649
- 4651
- 4657
- 4663
- 4673
- 4679
- 4691
- 4703
- 4721
- 4723
- 4729
- 4733
- 4751
- 4759
- 4783
- 4787
- 4789
- 4793
- 4799
- 4801
- 4813
- 4817
- 4831
- 4861
- 4871
- 4877
- 4889
- 4903
- 4909
- 4919
- 4931
- 4933
- 4937
- 4943
- 4951
- 4957
- 4967
- 4969
- 4973
- 4987
- 4993
- 4999
- 5003
- 5009
- 5011
- 5021
- 5023
- 5039
- 5051
- 5059
- 5077
- 5081
- 5087
- 5099
- 5101
- 5107
- 5113
- 5119
- 5147
- 5153
- 5167
- 5171
- 5179
- 5189
- 5197
- 5209
- 5227
- 5231
- 5233
- 5237
- 5261
- 5273
- 5279
- 5281
- 5297
- 5303
- 5309
- 5323
- 5333
- 5347
- 5351
- 5381
- 5387
- 5393
- 5399
- 5407
- 5413
- 5417
- 5419
- 5431
- 5437
- 5441
- 5443
- 5449
- 5471
- 5477
- 5479
- 5483
- 5501
- 5503
- 5507
- 5519
- 5521
- 5527
- 5531
- 5557
- 5563
- 5569
- 5573
- 5581
- 5591
- 5623
- 5639
- 5641
- 5647
- 5651
- 5653
- 5657
- 5659
- 5669
- 5683
- 5689
- 5693
- 5701
- 5711
- 5717
- 5737
- 5741
- 5743
- 5749
- 5779
- 5783
- 5791
- 5801
- 5807
- 5813
- 5821
- 5827
- 5839
- 5843
- 5849
- 5851
- 5857
- 5861
- 5867
- 5869
- 5879
- 5881
- 5897
- 5903
- 5923
- 5927
- 5939
- 5953
- 5981
- 5987
- 6007
- 6011
- 6029
- 6037
- 6043
- 6047
- 6053
- 6067
- 6073
- 6079
- 6089
- 6091
- 6101
- 6113
- 6121
- 6131
- 6133
- 6143
- 6151
- 6163
- 6173
- 6197
- 6199
- 6203
- 6211
- 6217
- 6221
- 6229
- 6247
- 6257
- 6263
- 6269
- 6271
- 6277
- 6287
- 6299
- 6301
- 6311
- 6317
- 6323
- 6329
- 6337
- 6343
- 6353
- 6359
- 6361
- 6367
- 6373
- 6379
- 6389
- 6397
- 6421
- 6427
- 6449
- 6451
- 6469
- 6473
- 6481
- 6491
- 6521
- 6529
- 6547
- 6551
- 6553
- 6563
- 6569
- 6571
- 6577
- 6581
- 6599
- 6607
- 6619
- 6637
- 6653
- 6659
- 6661
- 6673
- 6679
- 6689
- 6691
- 6701
- 6703
- 6709
- 6719
- 6733
- 6737
- 6761
- 6763
- 6779
- 6781
- 6791
- 6793
- 6803
- 6823
- 6827
- 6829
- 6833
- 6841
- 6857
- 6863
- 6869
- 6871
- 6883
- 6899
- 6907
- 6911
- 6917
- 6947
- 6949
- 6959
- 6961
- 6967
- 6971
- 6977
- 6983
- 6991
- 6997
- 7001
- 7013
- 7019
- 7027
- 7039
- 7043
- 7057
- 7069
- 7079
- 7103
- 7109
- 7121
- 7127
- 7129
- 7151
- 7159
- 7177
- 7187
- 7193
- 7207
- 7211
- 7213
- 7219
- 7229
- 7237
- 7243
- 7247
- 7253
- 7283
- 7297
- 7307
- 7309
- 7321
- 7331
- 7333
- 7349
- 7351
- 7369
- 7393
- 7411
- 7417
- 7433
- 7451
- 7457
- 7459
- 7477
- 7481
- 7487
- 7489
- 7499
- 7507
- 7517
- 7523
- 7529
- 7537
- 7541
- 7547
- 7549
- 7559
- 7561
- 7573
- 7577
- 7583
- 7589
- 7591
- 7603
- 7607
- 7621
- 7639
- 7643
- 7649
- 7669
- 7673
- 7681
- 7687
- 7691
- 7699
- 7703
- 7717
- 7723
- 7727
- 7741
- 7753
- 7757
- 7759
- 7789
- 7793
- 7817
- 7823
- 7829
- 7841
- 7853
- 7867
- 7873
- 7877
- 7879
- 7883
- 7901
- 7907
- 7919
- 7927
- 7933
- 7937
- 7949
- 7951
- 7963
- 7993
- 8009
- 8011
- 8017
- 8039
- 8053
- 8059
- 8069
- 8081
- 8087
- 8089
- 8093
- 8101
- 8111
- 8117
- 8123
- 8147
- 8161
- 8167
- 8171
- 8179
- 8191
- 8209
- 8219
- 8221
- 8231
- 8233
- 8237
- 8243
- 8263
- 8269
- 8273
- 8287
- 8291
- 8293
- 8297
- 8311
- 8317
- 8329
- 8353
- 8363
- 8369
- 8377
- 8387
- 8389
- 8419
- 8423
- 8429
- 8431
- 8443
- 8447
- 8461
- 8467
- 8501
- 8513
- 8521
- 8527
- 8537
- 8539
- 8543
- 8563
- 8573
- 8581
- 8597
- 8599
- 8609
- 8623
- 8627
- 8629
- 8641
- 8647
- 8663
- 8669
- 8677
- 8681
- 8689
- 8693
- 8699
- 8707
- 8713
- 8719
- 8731
- 8737
- 8741
- 8747
- 8753
- 8761
- 8779
- 8783
- 8803
- 8807
- 8819
- 8821
- 8831
- 8837
- 8839
- 8849
- 8861
- 8863
- 8867
- 8887
- 8893
- 8923
- 8929
- 8933
- 8941
- 8951
- 8963
- 8969
- 8971
- 8999
- 9001
- 9007
- 9011
- 9013
- 9029
- 9041
- 9043
- 9049
- 9059
- 9067
- 9091
- 9103
- 9109
- 9127
- 9133
- 9137
- 9151
- 9157
- 9161
- 9173
- 9181
- 9187
- 9199
- 9203
- 9209
- 9221
- 9227
- 9239
- 9241
- 9257
- 9277
- 9281
- 9283
- 9293
- 9311
- 9319
- 9323
- 9337
- 9341
- 9343
- 9349
- 9371
- 9377
- 9391
- 9397
- 9403
- 9413
- 9419
- 9421
- 9431
- 9433
- 9437
- 9439
- 9461
- 9463
- 9467
- 9473
- 9479
- 9491
- 9497
- 9511
- 9521
- 9533
- 9539
- 9547
- 9551
- 9587
- 9601
- 9613
- 9619
- 9623
- 9629
- 9631
- 9643
- 9649
- 9661
- 9677
- 9679
- 9689
- 9697
- 9719
- 9721
- 9733
- 9739
- 9743
- 9749
- 9767
- 9769
- 9781
- 9787
- 9791
- 9803
- 9811
- 9817
- 9829
- 9833
- 9839
- 9851
- 9857
- 9859
- 9871
- 9883
- 9887
- 9901
- 9907
- 9923
- 9929
- 9931
- 9941
- 9949
- 9967
- 9973